# 茨木市立沢池小学校
茨木市立沢池小学校（いばらきしりつさわいけしょうがっこう）は大阪府茨木市にある公立小学校。

## 沿革
- 1976年4月1日 - 茨木市で23番目の小学校として開校
- 1984年4月1日 - 茨木市立西小学校を分離

## 校区
- 大阪府茨木市 南春日丘1丁目～7丁目、美穂ヶ丘。

卒業生は基本的に茨木市立西陵中学校に進学する。

## 交通
- 大阪モノレール彩都線 公園東口駅より約900m
- 東海道本線（JR京都線） 茨木駅 西へ約2.2km。
- 近鉄バス 春日丘公園バス停より約200m